# Municipio de Goshen (condado de Tuscarawas)
El municipio de Goshen (en inglés: Goshen Township) es un municipio ubicado en el condado de Tuscarawas en el estado estadounidense de Ohio. En el año 2010 tenía una población de 5213 habitantes y una densidad poblacional de 75,01 personas por km².

## Geografía
El municipio de Goshen se encuentra ubicado en las coordenadas 40°29′8″N 81°25′3″O / 40.48556, -81.41750. Según la Oficina del Censo de los Estados Unidos, el municipio tiene una superficie total de 69.5 km², de la cual 68.41 km² corresponden a tierra firme y (1.56%) 1.08 km² es agua.

## Demografía
Según el censo de 2010, había 5213 personas residiendo en el municipio de Goshen. La densidad de población era de 75,01 hab./km². De los 5213 habitantes, el municipio de Goshen estaba compuesto por el 98.24% blancos, el 0.44% eran afroamericanos, el 0.13% eran amerindios, el 0.1% eran asiáticos, el 0.06% eran isleños del Pacífico, el 0.17% eran de otras razas y el 0.86% pertenecían a dos o más razas. Del total de la población el 1% eran hispanos o latinos de cualquier raza.